# Champagne Janisson & Fils
Champagne Janisson & Fils is een champagnehuis dat in de grand cru-gemeente Verzenay is gevestigd. Het huis maakt diverse champagnes. Het huis bezit 9 hectare op de krijtrotsen van de Montagne de Reims in de gemeenten Mailly, Ludes en Chigny-les-Roses. Ook in de grand-cru gemeente Le-Mesnil-sur-Oger in de Côte de Blancs bezit het huis een wijngaard.

## Champagne
- De Janisson-Baradon et Fils Brut is de Brut Sans Année, de meest verkochte wijn en het visitekaartje van het huis. Het is een champagne een van druiven van verschillende jaren uit verschillende gemeenten. Een dergelijke champagne wordt aangevuld met wijn van eerdere jaren uit de reserves van het huis. Zo kan een bepaalde stijl en een constante kwaliteit ook in de mindere wijnjaren worden gegarandeerd.
- De Janisson & Fils Grand Cru Brut, een champagne van druiven van verschillende jaren uit de grand cru-gemeenten. Ook deze champagne wordt aangevuld met wijn van eerdere jaren uit de reserves van het huis. Zo kan een bepaalde stijl en een constante kwaliteit ook in de mindere wijnjaren worden gegarandeerd.
- De Janisson & Fils Brut Rose is een roséchampagne van alleen druiven uit verschillende gemeenten, aangelengd met rode wijn uit een grand cru-gemeente in de Champagne.
- De Janisson & Fils Grand Cru Brut Rose, een roséchampagne van alleen druiven uit grand cru-gemeenten, aangelengd met rode wijn uit een grand cru-gemeente in de Champagne.
- De Janisson & Fils Blanc de Noirs Brut, een witte wijn van blauwe, de Fransen zeggen "zwarte", druiven, Most van pinot noir en pinot meunier is kleurloos, het laten macereren van de schil van de blauwe druiven maakt de wijn rood of rosé.
- De 2011 Ph. Janisson 'Tradition' Premier Cru Brut, een droge, dus brut, millésime van druiven uit premier cru-gemeenten.
- De Janisson Prestige Grand Cru Brut, een champagne uit grand cru-gemeenten. Dit is een van de cuvées de prestige, de beste champagnes van dit huis.
- De Janisson Prestige Grand Cru Brut Rose is dezelfde wijn maar dan als rosé.